# John Sibthorp
Pour les articles homonymes, voir Sibthorp.
John Sibthorp est un botaniste anglais né le 28 octobre 1758 à Oxford et mort en 1796 à Bath. Professeur de botanique à l'université d'Oxford, il s'intéresse beaucoup à la flore méditerranéenne et commence à rédiger la Flora Graeca, inventaire richement illustré de la flore de Grèce, qui sera publiée de manière posthume en dix volumes entre 1806 et 1840.

## Biographie

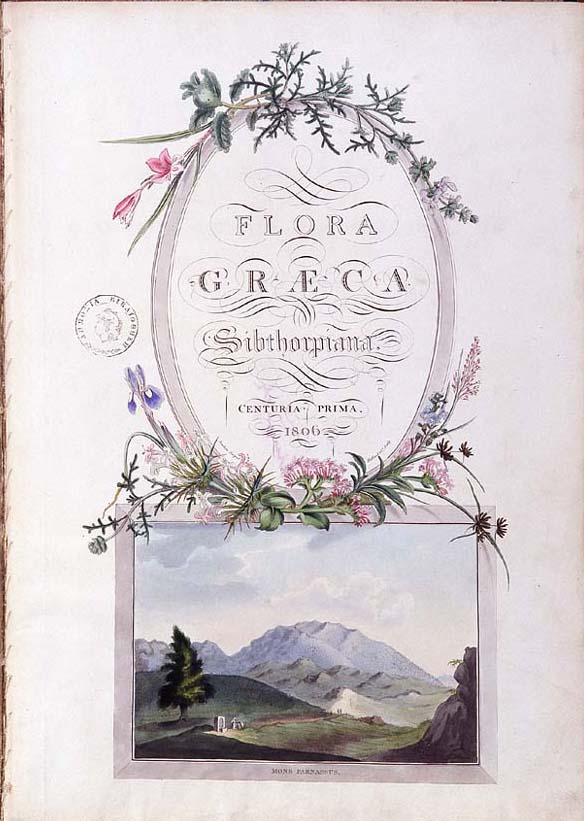
Frontispice de la Flora Graeca de John Sibthorp

Il est le plus jeune fils d'Humphrey Sibthorp (1713–1797) qui, de 1747 à 1784 est professeur de botanique à l'université d'Oxford. Il commence ses études à Oxford, puis à partir de 1777, étudie la médecine à l'université d'Édimbourg et à la Faculté de Médecine de Montpellier. En 1784, il succède à son père à Oxford.
Désireux de retrouver toutes les plantes décrites par Dioscoride, il a effectué deux voyages d'études en Grèce, à Chypre et en Asie Mineure (1786-1787 et 1794-1795), accompagné par le dessinateur autrichien Ferdinand Bauer, lors de l'ambassade de Robert Liston.
Il participe en 1788 à la création de la Société linnéenne de Londres et commence la même année la réalisation d'une flore de la région d'Oxford. Celle-ci paraît en 1794 sous le titre de Flora Oxoniensis. Il devient membre de la Royal Society le 6 mars 1788.
Il décède à l'âge de trente-huit ans, victime d'une tuberculose contractée lors de son second voyage.